# Polokoule

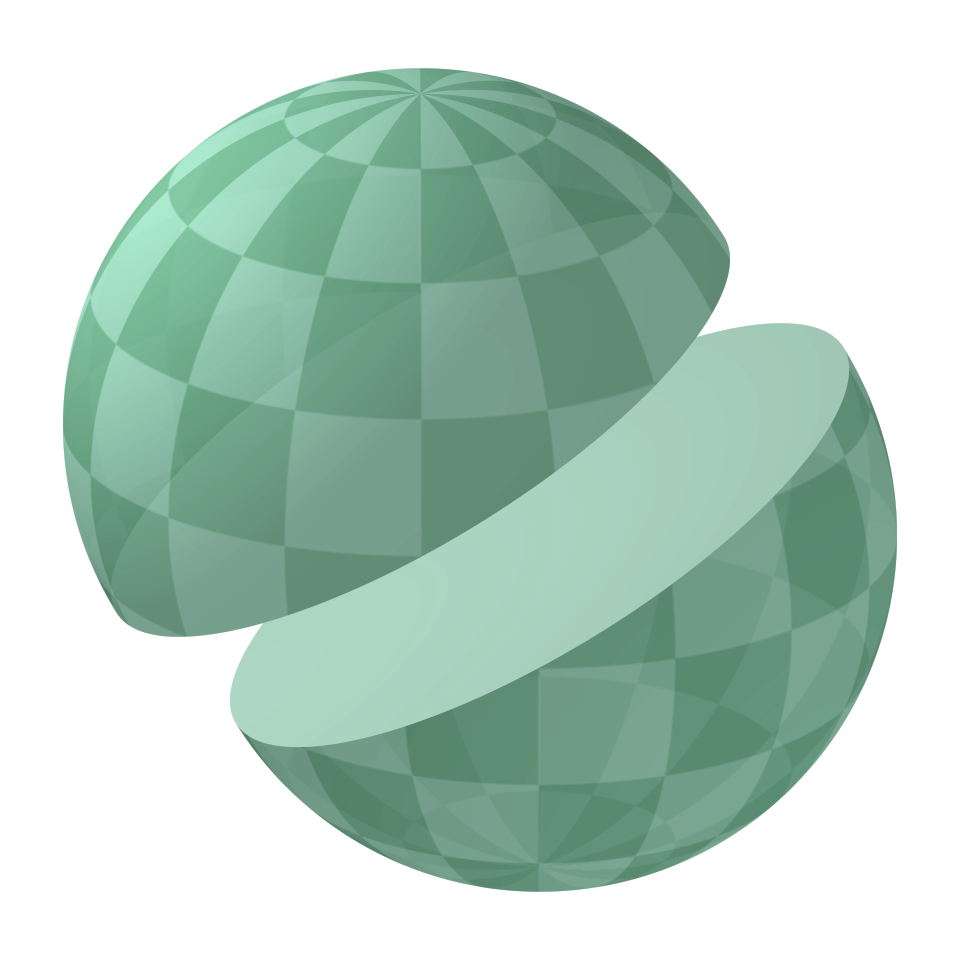
Koule rozpůlená na dvě polokoule.

Polokoule nebo také hemisféra je prostorový geometrický útvar vytvořený rozdělením koule řezem rovinou vedenou jejím středem na dvě stejné poloviny.
Jedná se tak o kulovou úseč, jejíž výška je rovna jejímu poloměru.
Pojem polokoule se velmi často používá v geografii, kde se rozděluje Země na severní a jižní dle rovníku a případně na západní a východní dle nultého poledníku. V podobném smyslu se používá dělení i u jiných planet či dalších útvarů.